# ヨシリツ
ヨシリツ株式会社とは、奈良県吉野郡大淀町にある知育玩具の企画・開発・製造・販売・卸売などを行っている企業である。
主力商品のブロック「LaQ」は当初は全く売れなかったが全国の書店に販売網を整備、体験イベントで魅力を伝えるなど独自の販売戦略でヒット商品となった。平成22年度第4回奈良県ビジネス大賞では商品開発力、販売戦略などが評価され最優秀賞を受賞している。

## 沿革
- 1983年（昭和58年）10月 - 資本金100万円にて設立
- 1987年（昭和62年）9月 - 本社を現在の所在地に移転
- 1987年（昭和62年）11月 - 資本金400万円へ増資
- 1994年（平成6年）6月 - 組立ブロック「LaQ」を発売
- 1995年（平成7年）1月 - 資本金1000万円へ増資
- 2000年（平成14年）4月 - 東京事務所を開設
- 2002年（平成14年）2月 - 九州事務所を開設
- 2003年（平成14年）10月 - 東京事務所を拡張移転
- 2006年（平成18年）6月 - 奈良県より「経営革新企業」に認定
- 2006年（平成18年）10月 - 本社現主力工場を新設
- 2011年（平成23年）4月 - 東京事務所を現住所へ拡張移転

## 製品
- LaQ（ラキュー） - 平面から立体まで作ることができる組立ブロック玩具。
- SENTOL（セントル） - アイデア栓抜き。